# Wagenhausen (Szwajcaria)
Wagenhausen – miejscowość i gmina (Politische Gemeinde) w północno-wschodniej Szwajcarii, w kantonie Turgowia, w okręgu (Bezirk) Frauenfeld. Leży nad Renem.

## Demografia
W Wagenhausen mieszka 1 776 osób. W 2021 roku 22,2% populacji gminy stanowiły osoby urodzone poza Szwajcarią. 

## Transport
Przez teren gminy przebiegają drogi główne nr 13 i nr 352.